# Liparis greeni
Liparis greeni är en fiskart som först beskrevs av Jordan och Starks, 1895.  Liparis greeni ingår i släktet Liparis och familjen Liparidae. Inga underarter finns listade i Catalogue of Life.